# 佐藤徹 (大蔵官僚)
佐藤 徹（さとう とおる、生年未記載 - 1985年1月31日）は日本の大蔵官僚。理財局次長（旧理財担当）、証券局長などを歴任した。

## 略歴
- 1953年10月：国家公務員6級職試験を合格。
- 1954年3月：東京大学法学部卒業。
- 1954年4月：大蔵省入省。主計局総務課配属。
- 1957年5月：北九州財務局理財部融資課。
- 1958年5月：大臣官房。
- 1958年7月：理財局経済課産業資金係長[1]。
- 1960年4月：東京国税局直税部所得税課。
- 1961年7月：都城税務署長。
- 1962年7月：国税庁直税部法人税課長補佐。
- 1964年3月：国税庁徴収部管理課長補佐。
- 1965年7月：主計局調査課長補佐。
- 1966年8月：主計局総務課長補佐[2]。
- 1967年8月：主計局主計官補佐（厚生係）。
- 1970年7月：石川県経済部長。
- 1972年7月：主計局主計官 兼 主計局法規課。
- 1974年7月：主計局主計官（運輸、郵政、電電担当）。
- 1975年7月：主計局法規課長。
- 1976年6月：証券局総務課長。
- 1979年7月：関東信越国税局長。
- 1980年7月：大臣官房審議官（大臣官房担当）。
- 1981年6月：大臣官房審議官（大臣官房担当） 兼 財務研修所長。
- 1982年6月：理財局次長（旧理財担当）。
- 1983年6月7日：証券局長。
- 1985年1月31日：肝臓がんのため死去。

## 人物
仕事には極めて厳しく、若い頃には周囲から「こわい人」と恐れられもしたが、その後は「まるくなり、水を漏らさぬ仕事ぶり」と周囲から親しまれ、信頼されるようになった。性格は比較的さっぱりしている。